# كارو لوكاس
كارو لوكاس (4 سبتمبر 1949 - 8 يوليو 2010) ولد في أصفهان لأسرة مسيحية أرمنية. لوكاس هو عالم ومهندس كهربائي، عالم، مؤسس ومدير مركز التميز للمراقبة والمعالجة الذكية في جامعة طهران ودرس في جامعة كاليفورنيا، بركلي. له مساهمات هامة في الجمعية العلمية الإيرانية وفي الحوسبة البيولوجية، ذكاء الأعمال، تحكم بالمنطق الضبابي، شبكات عصبونية، نظام متعدد الوكلاء، ذكاء السرب وتنقيب في البيانات وغيرها من الإسهامات. تم تكريمه كشخصية الخالدة (بالفارسية: چهره ماندگار) من قبل قاعة الثقافة للمركز العلمي الإيرامي وهو شرف المميزة المقدمة للعلماء البارزين الإيرانيين.

## مواقع خارجية
- Prof. Caro Lucas Homepage
- Google Scholar: Caro Lucas
- University of Tehran
- School of Electrical and Computer Engineering in University of Tehran
- IPM